# 白枯叶蛤
白枯叶蛤（学名：Coecella formosae）是帘蛤目尖峰蛤科朽葉蛤屬的一种。

## 分佈
主要分布于台湾，常栖息在潮间带沙滩、泥滩。